# Capricornio (constelación)
Capricornio o Capricornus es una de las constelaciones del zodíaco. Capricornus significa «cabra-cuerno» aunque el asterismo de esta constelación hace referencia a un ser mitad cabra, mitad pez —por antonomasia, el capricornio—, o bien se refiere simplemente a una cabra. 

## Características destacables

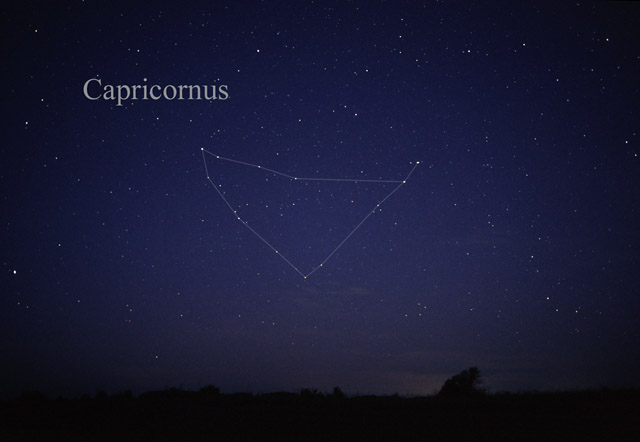
Constelación de Capricornus. [http://www.allthesky.com/constellations/capricornus-e.html AlltheSky.com

El astro más brillante de la constelación es δ Capricorni, llamado Deneb Algedi, una estrella blanca distante 38,6 años luz. Es una binaria espectroscópica y una variable eclipsante con un período orbital de solo 24 horas y media. La componente principal es una estrella con líneas metálicas (Am) —su espectro presenta líneas de absorción fuertes de algunos metales y débiles de otros—, siendo su luminosidad 8,5 veces mayor que la del Sol;la componente secundaria posiblemente sea una enana de tipo espectral G-tardío o K.
En esta misma constelación, Nashira (γ Capricorni), es también una estrella Am y una estrella Ap. Su luminosidad bolométrica es 25 veces mayor que la luminosidad solar y su masa equivale a 2,44 masas solares.
β Capricorni (Dabih) es la segunda estrella más brillante de la constelación. Es un complejo sistema estelar con cinco componentes, siendo la estrella principal una gigante luminosa naranja de tipo espectral K0II. Además, otra componente del sistema es una estrella de mercurio-manganeso con niveles muy altos de algunos metales: los niveles de platino, oro, mercurio y bismuto son 100 000 veces más altos que en el Sol.
ζ Capricorni, ocasionalmente llamada Yen o Marakk, es una supergigante amarilla de tipo espectral G4Ib distante 385 años luz. Esta estrella es el arquetipo de estrella de bario, una clase de estrellas ricas en este elemento y en otros elementos pesados aportados por una enana blanca con la que forma un sistema binario. En el caso de ζ Capricorni, la enana blanca acompañante completa una órbita en torno a la gigante cada 2300 días.
ε Capricorni, de tipo espectral B3V, es una estrella con envoltura con una temperatura efectiva de 18 800 K y 4650 veces más luminosa que el Sol; es, además, una binaria cuyo período es de 129 días.
η Capricorni es otra binaria con un período orbital de 28 años cuya estrella primaria es de tipo A5V.
θ Capricorni, ocasionalmente llamada Dorsum, es una estrella blanca de la secuencia principal de tipo A1V 65 veces más luminosa que el Sol que se localiza a 162 años luz.
Más próxima a nosotros —a 48 años luz— ψ Capricorni es una estrella de la secuencia principal de tipo F5V 3,8 veces más luminosa que el Sol y con una metalicidad semejante a la solar.
ι Capricorni y κ Capricorni son gigantes amarillas de tipo G8III; la primera muestra actividad cromosférica y tiene un período de rotación de 68 días.
Por otra parte, μ Capricorni, ξ Capricorni y ρ Capricorni son estrellas de la secuencia principal de tipo espectral F2V, F7V y F3V respectivamente. ξ Capricorni es 2,7 veces más luminosa que el Sol, mientras que ρ Capricorni es una binaria cuyas dos componentes han sido resueltas mediante interferometría de moteado, siendo la separación visual entre ellas de 1,163 segundos de arco.
Entre las variables de la constelación cabe destacar las estrellas de carbono R Capricorni y RT Capricorni. La segunda, de tipo espectral C6,4, es una variable semirregular SRB cuyo brillo varía entre magnitud aparente +6,8 y +8,0 en un período de 423 días.
T Capricorni y Z Capricorni son variables Mira con períodos de 271,92 y 182,08 días respectivamente.
Capricornio cuenta con varias estrellas con planetas extrasolares. Distante 28,8 años luz de la Tierra, HR 7722 (Gliese 785) es una enana naranja de tipo K2V con dos planetas que orbitan a 0,3 y 1,2 ua de la estrella.
HD 204313 es una enana amarilla de tipo G5V también con dos planetas, uno de ellos muy poco masivo, siendo su masa mínima igual al 5,5 % de la masa de Jüpiter.
Otra enana amarilla de la constelación, HD 202206, forma un sistema binario con una enana roja; en torno a este par orbita una enana marrón a una distancia de 2,4 ua.

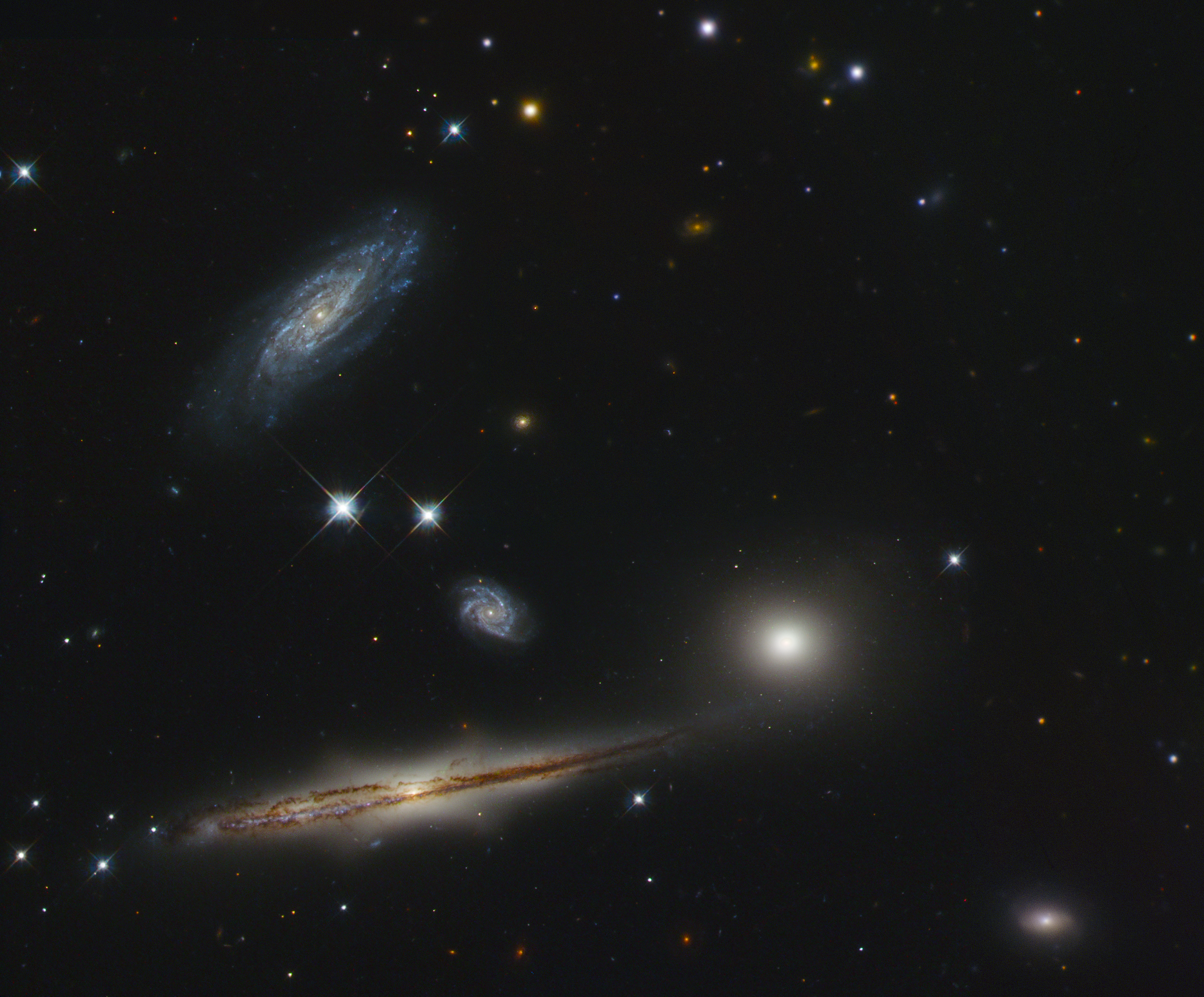
Imagen del telescopio Hubble de HCG 87

El objeto del espacio profundo más destacado de la constelación es el cúmulo globular M30. Se encuentra aproximadamente a 27 100 años luz de la Tierra y tiene un diámetro de unos 93 años luz. Sigue una órbita retrógrada alrededor del centro galáctico, lo que sugiere que fue adquirido de una galaxia satélite en lugar de formarse dentro de la Vía Láctea.
Tiene una metalicidad [Fe/H] = -2,01 y una edad estimada de 13 000 millones de años.
Otro cúmulo globular en esta constelación es Palomar 12; distante 63 600 años luz, es un cúmulo relativamente joven, aproximadamente un 30 % más joven que la mayoría de los cúmulos globulares de la Vía Láctea.
Por otra parte, NGC 6907 es una galaxia espiral de gran diseño y el miembro más prominente de un pequeño grupo de galaxias conocido como Grupo de NGC 6907. Otros integrantes de este grupo son NGC 6908, IC 4999 e IC 5005. NGC 6907, situada a 118 millones de años luz de la Tierra, está interactuando con una galaxia lenticular de baja luminosidad, denominada NGC 6908, que está superpuesta al brazo oriental de NGC 6907; durante muchos años se pensó que NGC 6908 era parte de NGC 6907, hasta que su observación en la región infrarroja puso en evidencia que NGC 6908 era en realidad una galaxia diferente.
Más distante —a unos 400 millones de años luz— se encuentra el grupo compacto de galaxias HCG 87, compuesto por una gran galaxia espiral, una galaxia elíptica y una segunda galaxia espiral más pequeña.

## Estrellas principales

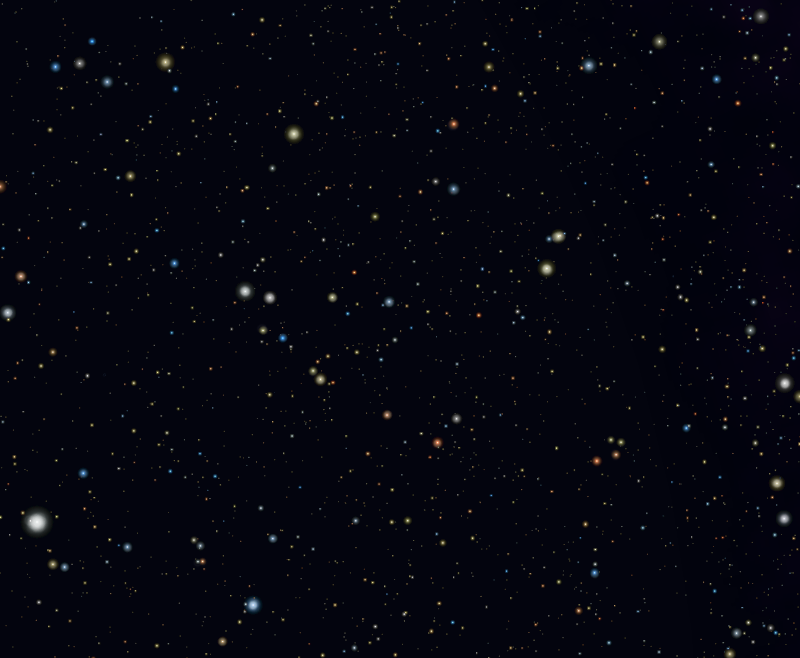
Principales estrellas de Capricornio

- α1 Capricorni y α2 Capricorni (Al Giedi o Algiedi), doble óptica compuesta por dos estrellas de color amarillo y naranja. α1, la menos brillante de las dos, está a algo menos de 700 años luz de distancia, seis veces más alejada que α2.
- β Capricorni (Dabih), visualmente aparece como una estrella binaria de color azul y amarillo, separadas 3,5 minutos de arco. Cada una de estas componentes es, a su vez, un sistema estelar múltiple.
- γ Capricorni (Nashira), estrella blanca de magnitud 3,69. Su espectro presenta líneas de absorción fuertes de algunos metales, estando clasificada como estrella Am.
- δ Capricorni (Deneb Algedi), la estrella más brillante de la constelación con magnitud  2,85, es un sistema estelar cuádruple. La estrella principal es una gigante o subgigante blanca.
- ε Capricorni, variable Gamma Cassiopeiae y estrella con envoltura.
- ζ Capricorni, de magnitud 3,77, arquetipo de estrella de bario, una clase de estrellas ricas no sólo en este elemento sino también en otros elementos pesados.
- η Capricorni (Armus), estrella binaria de magnitud 4,86 cuyas componentes se hallan separadas 0,30 segundos de arco.
- θ Capricorni, estrella blanca de magnitud 4,06 situada a 158 años luz.
- ι Capricorni, gigante amarilla de magnitud 4,30.
- κ Capricorni, de magnitud 4,74, es también una gigante amarilla.
- μ Capricorni, estrella blanca de magnitud 5,08.
- ν Capricorni (Alshat), estrella blanco-azulada de magnitud 4,76.
- ξ Capricorni o ξ2 Capricorni, estrella blanco-amarilla de magnitud 5,85.
- ρ Capricorni, estrella blanca de magnitud 4,77.
- τ2 Capricorni, sistema estelar formado por dos estrellas blanco-azuladas separadas 0,4 segundos de arco y una tercera estrella descubierta por ocultación.
- υ Capricorni, gigante roja posiblemente variable de magnitud 5,17.
- ψ Capricorni (Pazan), estrella amarilla de magnitud 4,14 algo más caliente y luminosa que el Sol, situada a 48 años luz.
- ω Capricorni, gigante roja de magnitud 4,12.
- 20 Capricorni (AO Capricorni), variable Alfa2 Canum Venaticorum de magnitud 6,26.
- 36 Capricorni (b Capricorni), gigante naranja de magnitud 4,50.
- 37 Capricorni, estrella blanco-amarilla de magnitud 5,69.
- 41 Capricorni, gigante naranja de magnitud 5,25.

- 42 Capricorni, estrella binaria y variable RS Canum Venaticorum de magnitud 5,18.
- 46 Capricorni (c Capricorni), supergigante amarilla de magnitud 5,09.
- 50 Capricorni, estrella blanco-amarilla de magnitud 7,01.
- RT Capricorni, estrella de carbono de magnitud media 7,18.
- AG Capricorni (47 Capricorni), gigante roja y variable semirregular cuyo brillo oscila entre magnitud 5,9 y 6,14.
- BE Capricorni, masiva estrella Be de magnitud 6,45.
- HD 202206, enana amarilla con una enana marrón y un planeta extrasolar.
- HD 204313, enana amarilla con dos planetas, uno de ellos de baja masa.
- HR 7722 (Gliese 785), enana naranja a 28,8 años luz de distancia; tiene un planeta extrasolar.
- HIP 102152, gemelo solar pero más evolucionado, con una edad de 8200 millones de años.

## Objetos de cielo profundo

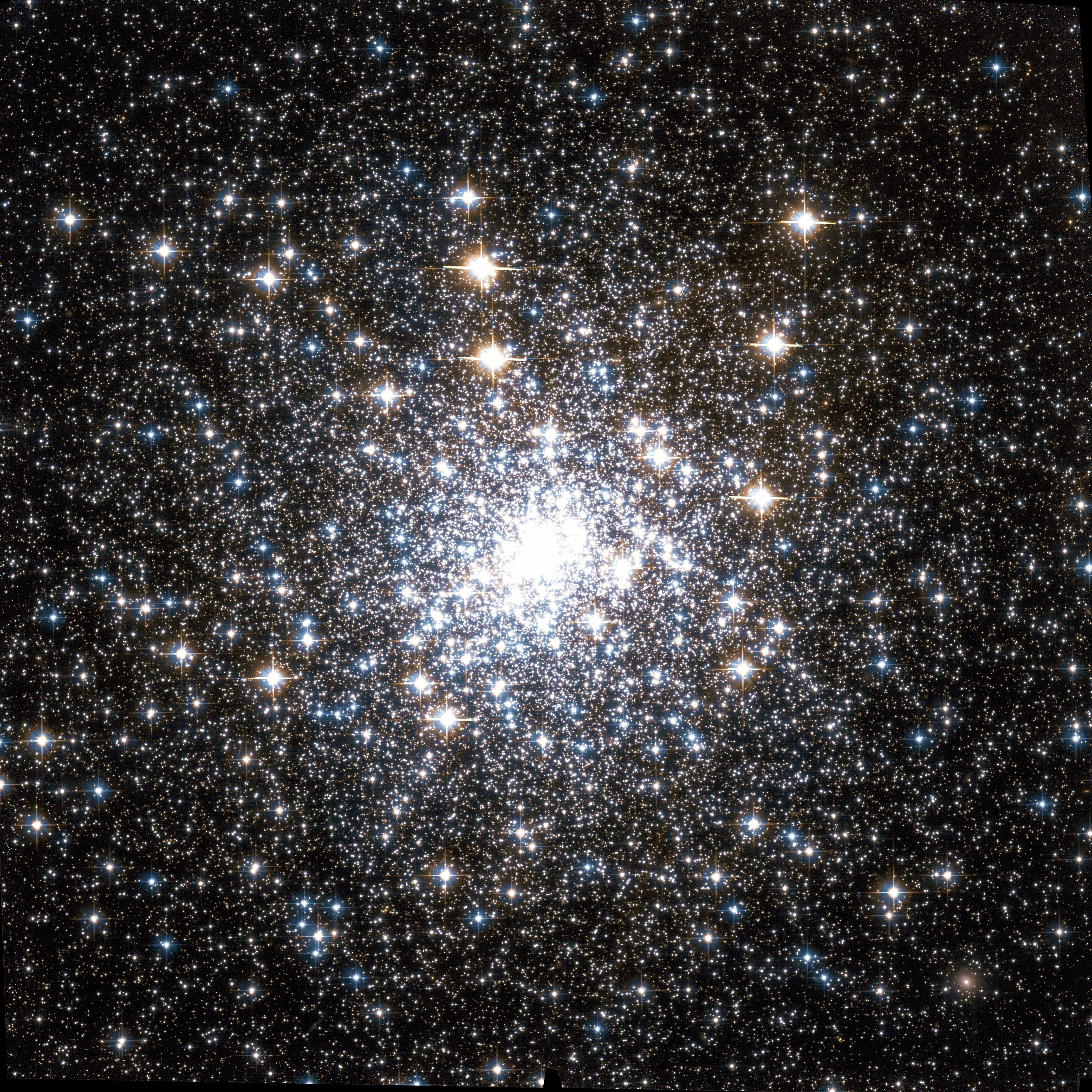
Cúmulo globular M30.

- M30 (NGC 7099), un prominente cúmulo globular que se localiza 4° al sureste de ζ Capricorni. Está a 27 100 años luz del Sol. El cúmulo sigue una órbita retrógrada a través del halo galáctico interior, lo que sugiere que fue atrapado desde una galaxia satélite y no se formó dentro de la Vía Láctea.[36] Es fácil de observar incluso con un pequeño telescopio.
- Palomar 12, lejano cúmulo globular.
- NGC 6907, galaxia espiral barrada.
- NGC 7103, galaxia elíptica.

## Mitología

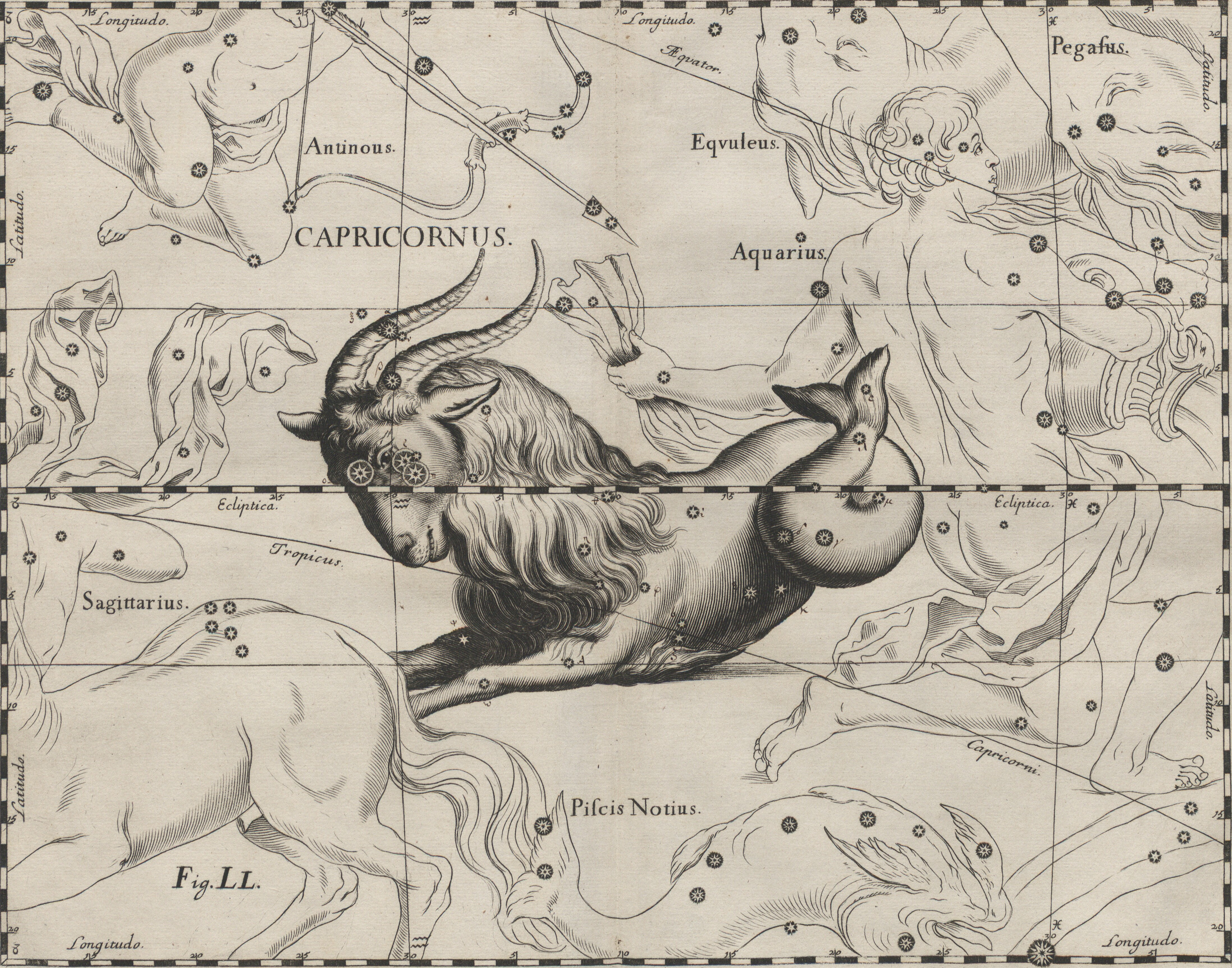
Imagen de la constelación de Capricornus.

El catasterismo del Egócero o la Cabra marina tiene variantes en la mitología griega. En acadio se le conocía como Suhurmashû (la cabra-pez) y en sumerio como SUHUR.MÁSH (la cabra-pez). 
Eratóstenes dice que este es de aspecto semejante a Egipán, del que ha surgido. Tiene de animal las partes inferiores de su cuerpo, así como cuernos en la cabeza. Recibió honor por haberse criado junto a Zeus, según declara Epiménides, el que elaboró la historia de las Créticas: estaba con él en el Ida cuando guerreó contra los Titanes. Se cree que éste descubrió la caracola con la que armó a los aliados merced al tono del eco que recibe el nombre de «Pánico»: ante él salieron huyendo los Titanes. Tras hacerse con el poder, Zeus lo situó entre los astros, así como a su madre la cabra.
Otros alegan que la parte inferior de su cuerpo tiene forma de pez porque lanzaba crustáceos contra el enemigo en lugar de piedras. Los sacerdotes egipcios y algunos poetas dicen que una vez, cuando muchos dioses se habían reunido en Egipto, de repente Tifón, un monstruo extremadamente feroz y enemigo mortal de los dioses, llegó a aquel lugar. Aterrorizados por él, cambiaron sus formas por otras: Mercurio se convirtió en un ibis, Apolo, en el pájaro que se llama «tracio», Diana, en un gato. Por esta razón dicen que los egipcios no permiten que se hiera a estas criaturas, porque son llamadas representaciones de los dioses. En esta misma época, dicen, Pan se arrojó al río, haciendo de la parte inferior de su cuerpo un pez, y del resto una cabra, y así escapó de Tifón. Júpiter, admirado de su astucia, colocó su imagen entre las constelaciones.